# رادومیشل
شهر رادومیشل (به روسی: Радомишль) در استان ژیتومیر در کشور اوکراین واقع شده‌است. جمعیت این شهر ۱۳,۹۷۳ نفر (۲۰۲۱ تخمینی) است.